# 周焯華
周焯華（1974年5月30日—），綽號洗米華，太陽城集團（港交所：1383）創辦人，曾任廣東省政協委員。2021年11月，周焯华因涉嫌在中国境内实施开设赌场等犯罪行为，由温州市人民检察院批捕后在澳门被捕。2024年7月3日，澳门终审法院裁定周焯华162项罪名成立，判处18年有期徒刑，逾248亿港元不法利益收归澳门政府。

## 背景
周焯華於1974年在澳門出生，籍貫廣東肇慶。周焯華绰号「洗米華」，由來有不同的說法，其中一說法指綽號來自無綫電視1986年處境喜劇《城市故事》中許志華（梁思浩飾）的花名。另一說法指「米」在粵語中有「錢」的意思。
1994年，20歲的周焯華涉足澳門博彩業，開始做「疊碼仔」，又俗稱「扒仔」，即找客源、把賭客介紹到賭場，並提供借貸服務的人，為博彩中介人員前身。他將借錢規則改爲不用先扣利息，但扒仔會陪同賭客換籌碼，每下一注就從中抽取賭注10%，例如下一注1,000元，扒仔就拿走100元籌碼做利息。由於不用即時付利息，賭客心理上覺得賭本多了，所以也樂於借款，也讓他的名聲打響。1995年，有報導指「洗米華」加入澳門賭業大亨尹國駒門下。周其後主力從事娛樂場貴賓會的營運及管理貴賓會業務，被稱爲當地「賭廳之王」，於2007年創立太陽城集團，適逢澳門開放博彩專營權，集團迅速發展，有媒體指周焯華的資產淨值至少105億港元。
2009年，周焯華投资的电影《扑克王》上映，正式踏足影视圈。周焯華共參與投資製作了65部電影，包括《掃毒》、《湄公河行動》、《紅海行動》等「愛國主旋律」電影。其它影視代表作還有《情迷》、《兇手還未睡》、《澳門風雲3》、《徒刑》等。
周焯華曾多次為家鄉肇慶捐款，建設基礎設施、醫院和學校等，亦有向中國COVID-19疫區、中國殘疾人福利基金會、2021年河南水災等捐款。2011年，他組織成立勵志青年會，2015年3月獲委任為澳門特別行政區政府文化產業委員會委員。同年創立澳門影視製作文化協會，與澳門旅遊局籌辦澳門國際影展。2016年，周焯華於「胡潤百富18周年慶典活動」，獲主辦單位授予「澳門傑出娛樂企業家」獎項。2018年，華人出版社舉辦的傑出人物年度獎頒獎禮，入選「傑出人物」。2019年，周焯華於《澳門旅遊休閒發展報告（2018-2019）》中，獲選為「20年20人：回歸以來澳門旅遊休閒產業價值人物」。周焯華獲2019年「亞博匯50強」第6位。

## 爭議

### 愛國電影「洗白」爭議
有輿論指周焯華投資愛國主義電影有「洗白」之意。2020年7月，太阳城集团负面信息爆发，与之有业务往来的博纳影业和泰洋川禾受到輿論衝擊，於7月13日在各自官方微博與周焯華切割，其中泰洋川禾強調公司和太阳集团无任何关系。2021年11月27日凌晨，周焯華被捕後，泰洋川禾微博再次轉發該声明。11月29日，博纳影业集团微博发布声明称，太阳集团旗下太陽娱乐的确曾参与过博纳影业出品电影的投资，但在《红海行动》《湄公河行动》的项目上，太阳娱乐没有按规定时间投资付款，故并未实际参与影片投资，也未获得任何投资回报，而其他影片多通过第三方香港公司参与投资。

### 周焯華案
2020年7月，浙江省温州市公安局对张宁宁等人开设赌场案立案侦查，查明以犯罪嫌疑人周焯华为首、张宁宁等人为骨干的跨境赌博犯罪集团涉嫌在中国境内实施开设赌场犯罪行为。2021年11月26日，温州市公安局以犯罪嫌疑人周焯华涉嫌开设赌场罪提请检察机关批准逮捕，温州市人民检察院对周焯华作出批准逮捕决定，翌日周焯华在澳门被捕。
2022年5月26日，澳門檢察院正式對周焯華等21人作出起訴，包括建立犯罪集團，不法經營賭博、詐騙及清洗黑錢等共289項罪。案件於2022年9月2日开审，至2023年1月18日由初級法院宣判，合共162项罪名成立，判监18年，其中黑社會罪被判12年、103項在許可地方不法經營賭博罪每項被判1年6個月、54項相當巨額詐騙罪每項被判5年、3項詐騙罪每項判定3年、不法經營賭博罪每項被判2年6個月。法院同时判处太阳城犯罪集团成员，向政府赔偿逾65亿港元，并须向六间博企合共赔偿21.43亿港元。此外，包括他在內的13名前太陽城員工多項控罪罪成，刑期從緩刑5個月到18年不等，其中8名員工被判處10年或以上徒刑。周焯华等人在2月提出上诉，检察院也不服判决提出上诉。
2023年10月19日，澳门中级法院二审裁定周焯华等人“赌底面”诈骗罪不成立，毋须支付巨额赔偿金；但改判加重清洗黑钱罪罪成，仍然维持18年刑期处罚。法庭判处周焯华及多名嫌犯以连带方式向澳门政府支付相关非法收益的总和，金额约255亿港元，较之前三倍。周焯华等人再次上诉。2023年12月8日，博彩业媒体《亚博汇》发表周焯华致习近平的手写公开信，题为《如果能给习近平国家主席写一封信》，内容写到他在澳门经营14年，但各项罪名若成立他将获判121年徒刑。他坚称没有与客户有非业务往来，自言写信没有冒犯之意，而是情非得已，只希望有一个公平和正常的裁决。
2024年7月3日，澳门终审法院三审宣判，维持中院量刑，同时认定周焯华等人通过犯罪活动获取不法利益超过248亿港元，判令全部归澳门特区政府所有。

## 感情生活
周焯华共有三段感情经历，包括陳慧玲、Mandy Lieu、以及為他育有長子周柏豪的髮妻楊素梅。2014年尾Mandy Lieu未婚有孕4個多月，及後回馬來西亞安胎，但仍是非不絕。Mandy Lieu於2015年5月20日在英國倫敦為周焯華產下一女，取名周願；其後於2016、2017以及2019年再為周氏產下一子兩女。而2019年周焯华亦給予Mandy Lieu三億港幣作分手費。

## 影視形象
香港無綫電視劇《巨輪II》中的角色「高天鷲」就是影射周焯華。巧合的是，《巨輪II》中高天鷲被拘捕的劇情后来真的成为现实中的周焯華案。